# Ranil Wickremasinghe
Ranil Wickremasinghe, född 24 mars 1949 i Colombo, är en politiker i Sri Lanka och mellan juli 2022 och 2024 var han landets  president. Sedan 1994 leder han United National Party (UNP), det näst största partiet på ön. Han var Sri Lankas premiärminister i fem perioder, från 7 maj 1993 till 19 augusti 1994, från 9 december 2001 till 6 april 2004, från 9 januari 2015 till 26 oktober 2018, från 16 december 2018 till 21 november 2019 och under 2022.

## Utbildning
Wickremasinghe utbildades vid Sri Lanka Royal College, Colombo. Han fortsatte sina högre studier genom att studera juridik vid University of Colombo och slutförde studierna vid Sri Lanka Law College. Därefter fick han arbete som jurist. Wickremasinghe är den enda av alla landets presidenter och premiärministrar som tagit sin examen från ett universitet i Sri Lanka.

## Politisk karriär
Wickremasinghe valdes in i parlamentet 1977 och fick sin första ministerpost 1978. Han gjorde snabb karriär i UNP efter att Ranasinghe Premadasa valdes till president 1989. Wickremesinghe blev först gruppledare i parlamentet och premiärminister 1993, men fick gå i opposition 1994 efter valframgångar för People's Alliance (PA). Senare samma år blev han partiledare. 2001 återkom han som premiärminister efter en valseger, men förlorade åter till PA 2004. Han ställde upp i presidentvalet 2005 men förlorade till Mahinda Rajapakse.
Efter att Rajapakse tvingades avgå i juli 2022 valdes Wickremasinghe den 20 juli av parlamentet till tillförordnad president. Hans mandat sträcker sig fram till 2024.